# ウィリアム・H・フィットン
ウィリアム・ヘンリー・フィットン（英: William Henry Fitton、1780年1月24日 - 1861年5月13日）は、イギリスの医師、アマチュア地質学者。アイルランドのダブリン出身。

## 生涯
1780年ダブリンで生まれる。ダブリン大学トリニティ・カレッジで学ぶ。1808年からエディンバラ、1809年からロンドンに住む。1812年からノーサンプトンに住んで医師として活動。
1816年からケンブリッジ大学で医学教授。
1815年から王立協会会員。1827年から1829年までロンドン地質学会の会長を務めた。
1852年、ウォラストン・メダルを受賞。
後に医師で発明者のジョン・エアトン・パリスによって紹介され有名になった。

1861年5月13日、ロンドンで没。ロデリック・マーチソンが弔辞文の中で
と功績を讃えた。